# Асис-Бразил

Асис-Бразил на карте штата.

Асис-Бразил (порт. Assis Brasil) — муниципалитет в Бразилии, входит в штат Акри. Составная часть мезорегиона Вали-ду-Акри. Входит в экономико-статистический микрорегион Бразилея. Население составляет 6072 человек на 2010 год. Занимает площадь 4974,176 км². Плотность населения — 1,22 чел./км².

## Границы
Муниципалитет граничит:	
- на севере — муниципалитет Сена-Мадурейра
- на востоке — муниципалитет Бразилея
- на юге и на западе — Перу
- на юго-востоке — Боливия

## Демография
Согласно сведениям, собранным в ходе переписи 2010 г. Национальным институтом географии и статистики (IBGE), население муниципалитета составляет:
| Полное население                               | Полное население                               | Полное население                               | Полное население                               | 6072  |
| ---------------------------------------------- | ---------------------------------------------- | ---------------------------------------------- | ---------------------------------------------- | ----- |
| в том числе:                                   | Городское население                            | 3700                                           | Процент городского населения, %                | 60,94 |
|                                                | Сельское население                             | 2372                                           | Процент сельского населения, %                 | 39,06 |
|                                                | Мужское население                              | 3091                                           | Процент мужского населения, %                  | 50,91 |
|                                                | Женское население                              | 2981                                           | Процент женского населения, %                  | 49,09 |
| Плотность населения, чел/км²                   | Плотность населения, чел/км²                   | Плотность населения, чел/км²                   | Плотность населения, чел/км²                   | 1,22  |
| Население муниципалитета в % к населению штата | Население муниципалитета в % к населению штата | Население муниципалитета в % к населению штата | Население муниципалитета в % к населению штата | 0,83  |

По данным оценки 2015 года, население муниципалитета составляет 6738 жителей.

## Важнейшие населенные пункты
| № | Населённый пункт | Населённый пункт (порт.) | Категория | Население чел. (2010) | На карте                        |
| - | ---------------- | ------------------------ | --------- | --------------------- | ------------------------------- |
| 1 | Асис-Бразил      | Assis Brasil             | город     | 3700                  | 10°56′24″ ю. ш. 69°33′54″ з. д. |

## Статистика
- Валовой внутренний продукт на 2005 год составляет 30 298 тыс. реалов (данные: Бразильский институт географии и статистики).
- Валовой внутренний продукт на душу населения на 2005 год составляет 5984 реала (данные: Бразильский институт географии и статистики).
- Индекс развития человеческого потенциала на 2000 год составляет 0,670 (данные: Программа развития ООН).